# Diadegma suecicum
Diadegma suecicum là một loài tò vò trong họ Ichneumonidae.